# Eukoenenia guzikae
Espèce
Eukoenenia guzikae est une espèce de palpigrades de la famille des Eukoeneniidae.

## Distribution
Cette espèce est endémique d'Australie-Occidentale. Elle se rencontre vers Sturt Meadows dans le comté de Yilgarn.

## Étymologie
Cette espèce est nommée en l'honneur de Michelle Guzik.

## Publication originale
- Barranco & Harvey, 2008 : The first indigenous palpigrade from Australia: a new species of Eukoenenia (Palpigradi: Eukoeneniidae). Invertebrate Systematics, vol. 22, no 2, p. 227-233.